# Синдром другого року
«Синдром другого року» (також відомий як «прокляття другого року») — явище, коли студент другого курсу або людина, яка перебуває на другому році діяльності, не може досягти рівня успіху, якого досягла на першому році.
Він зазвичай використовується для позначення апатії студентів (коледжу чи університету), продуктивності спортсменів (другий сезон гри), співаків/гуртів (другий альбом), телевізійних шоу (другі сезони), фільмів і відеоігор (продовження/приквели).
У Сполученому Королівстві «синдром другого року» частіше називають «другорічний блюз», особливо коли описують студентів університету. В Австралії він відомий як «синдром другого року» і особливо поширений, коли йдеться про професійних спортсменів, які мають посередній другий сезон після зіркового дебюту.
Феномен «прокляття другого року» можна пояснити психологічно, коли попередній успіх має негативний вплив на подальші зусилля, але його також можна пояснити статистично, як ефект регресії до середнього, коли надзвичайний результат змінюється більш наближеним до середнього.

## Специфічні для галузі терміни
У світі музики існує поширене явище, відоме як прокляття/ синдром другого альбому, коли нещодавно популярні артисти часто намагаються відтворити свій початковий успіх зі своїм другим альбомом, який часто характеризується боротьбою за зміну музичного стилю. Такі виконавці, як Біллі Брегг («Talking with the Taxman About Poetry»), Dr. Strangely Strange, Black Reindeer, Родді Річ ("Live Life Fast ") і Джек Харлоу («Come Home the Kids Miss You») посилалися на цей ефект у відповідних назвах альбомів та обкладинці.
В англійському футболі «синдром другого сезону» — це фраза, яка використовується для опису спаду в долі футбольного клубу в його другому сезоні після переходу до Прем'єр-ліги, особливо якщо перший сезон після підвищення приніс сильний фініш. Подібні фрази також відомі в інших країнах: наприклад, у Німеччині поширена фраза, що «другий рік є найважчим» («das zweite Jahr ist das schwerste Jahr»), посилаючись на ситуації, коли команда залишалася у своїй новій лізі в перший рік після підвищення, але намагалася втриматись у лізі наступного року.